# Septsigilla zhongi
Espèce
Septsigilla zhongi est une espèce d'araignées aranéomorphes de la famille des Miturgidae.

## Distribution
Cette espèce est endémique du Tibet en Chine,. Elle se rencontre dans le xian de Mêdog.

## Description
Le mâle holotype mesure 6,32 mm et la femelle paratype 6,56 mm.

## Systématique et taxinomie
Cette espèce a été décrite par Zhang et Zhang en 2025.

## Étymologie
Cette espèce est nommée en l'honneur de Yang Zhong.

## Publication originale
- Zhang, Yu, Zuo & Zhang, 2025 : « Description of a new genus, Septsigilla gen. nov., with two new species from China (Araneae: Miturgidae: Systariinae). » Zootaxa, no 5666(1), p. 125-135.